# Badkundri, Hukeri
Badkundri là một làng thuộc tehsil Hukeri, huyện Belgaum, bang Karnataka, Ấn Độ.